# Joannes Erici
Joannes Erici, född 1574 i Linköpings församling, Östergötland, död 15 mars 1650 i Skärkinds församling, Östergötlands län, var en svensk präst.

## Biografi
Joannes Erici föddes 1574 i Linköpings församling. Han var son till köpmannen Eric Andersson. Erici prästvigdes 1600 till komminister i Kumla församling och blev 1615 kyrkoherde i Svanshals församling. Han blev 1631 kyrkoherde i Skärkinds församling och 1632 prost, samt kontraktsprost i Skärkinds kontrakt. Erici avled 15 mars 1650 i Skärkinds socken och begravdes 21 april samma år av biskopen Andreas Johannis Prytz.

### Familj
Erici gifte sig med Anna Christophersdotter (död 1664). De fick tillsammans barnen studenten Christopher Jönsson (1616–1623), Karin Jönsdotter (1617–1623), Erick Jönsson (1618–1619), Brita Jönsdotter (1620–1623), bonden Eric Jönsson i Skärkinds församling, studenten Christopher Jönsson (född 1626) vid Uppsala universitet och Maria Jönsdotter som var gift med extra ordinarie prästmannen S. Bobergius.